# Abu Muadh
Abu Muadh, egentligen Ahmed Suleman, född i Sudan, är en salafistisk imam inom sunniislam, verksam vid Halmstads moské. Han är son till en imam i Bellevuemoskén i Göteborg och är uppvuxen i Bergsjön.
I en rapport från Försvarshögskolan beskrivs Muadh som "en av de mest framstående salafistiska föreläsarna i Sverige". Han samarbetar med Abo Raad (Gävle moské) och andra predikanter som Bilal Borchali (även känd som SMS-Bilal).
Han har även föreläst tillsammans med Michael Skråmo, medlem i Islamiska Staten.

## Opinionsbildning
Muadh är en ofta anlitad föreläsare, och har uppmärksammats för sina extrema salafistiska tolkningar av islam. Muadh har hyllat martyrskap i islams namn när en civilperson i Syrien ska ha dödats av regeringen, och talar om att strida med livet som insats på olika platser i världen. Han säger att han inte uppmanar till jihad och resor till Syrien, men hans ord har ändå tolkats som positiv beskrivning av detta. Muadh har även sagt att han har flera fruar, att den stora mängden våldtäkter i USA beror på att kvinnor inte skyddar sig med hijab och har gjorts till objekt, och att människor bara ser fotomodeller som en kropp, utan värde. "En kvinna som går omkring och visar sin kropp har själv sänkt sitt värde".
Muadh har uppmanat unga muslimer med ett kriminellt förflutet att resa utomlands för att deltaga i jihad.
Muadh har varit föreläsare hos Sveriges förenade muslimer i Göteborg.
Muadh har beskrivit homosexualitet som "ett virus" och att kvinnor som går utan hijab står under inflytande av Djävulen.
Enligt Muadh kan troende muslimer inte vara vänner med icke troende.

### Föreläsningar vid andra moskéer än Halmstads moské
Muadh har föreläst vid ett antal moskéer runt om i Sverige:
- Umeå inbjuden av Islamiska föreningen i Västerbotten[1]
- Uddevalla moské[1]
- Borås moské, inbjuden av Islamiska kulturföreningen i Borås[1]
- Bellevuemoskén i Göteborg[1]
- Örebro moské[1]
- Falkenbergs moské[1]